# Túnel de carretera de San Gotardo
El túnel de carretera de San Gotardo es un túnel de casi 17 km de longitud ubicado en Suiza, que atraviesa el macizo de San Gotardo (en los Alpes Suizos) de norte a sur desde Göschenen hasta Airolo. El túnel es de un solo tubo con una calzada con dos carriles de circulación, cada uno en un sentido. En 2016 se aprobó la construcción de un segundo tubo, que comenzó el 29 de septiembre de 2021 y se prevé que termine en 2029. Posteriormente, se renovará por completo el actual tubo, con una duración de las obras de tres años. Los dos tubos estarán disponibles a partir de 2032, pero en cada tubo solo habrá un carril de circulación para no aumentar su capacidad.

## Generalidades
El túnel fue construido entre los años 1970 y 1980 e inaugurado al tráfico el 5 de septiembre de 1980.
El túnel es la infraestructura principal de la autopista suiza A2 entre Basilea y Chiasso. En la fecha de su inauguración era el túnel carretero más largo del mundo, con 16 918 m.
El túnel es de un solo tubo con un carril de circulación por sentido. 
En 2016 se aprobó en referéndum la construcción de un segundo tubo para poder tener dos carriles en cada sentido separados y, sobre todo, para mejorar la seguridad al evitar las colisiones frontales y laterales, y reducir así el número de accidentes. La construcción empezará en 2020 y se prevé que termine en 2027. Posteriormente, durante tres años se tendrá que renovar por completo el actual tubo, cambiando el revestimiento, la bóveda interior, la losa intermedia, la galería de seguridad y el sistema de ventilación. Por lo que hasta 2030 no estarán operativos los dos tubos, y los cuatro carriles de circulación.

## Historia
En el otoño boreal de 1954 se constituye en Suiza una comisión encargada del planeamiento de la red de carreteras. En 1960 las Cámaras Federales aprueban el proyecto de infraestructuras viarias que no contemplaba un túnel en el paso de San Gotardo.
Posteriormente dos mociones parlamentarias piden al Consejo Federal estudiar la posibilidad de construir un túnel que garantice la comunicación por carretera entre el cantón del Tesino y el resto de Suiza durante todo el año. Hasta entonces el tránsito era posible a través del paso de San Gotardo solo en verano o cargando los vehículos en un tren especial que utilizaba el túnel ferroviario.
Se forma para ello el “Grupo de estudio para el túnel de San Gotardo”, que presenta su informe en 1963. El informe es aprobado inmediatamente por el Consejo Federal.

## Construcción
Los trabajos fueron ejecutados por dos consorcios diferentes: uno, compuesto por siete empresas, excavó desde el lado norte y otro, compuesto por cinco empresas, desde el lado sur. En otoño de 1969 se iniciaron los trabajos de preparación y el 5 de mayo de 1970 comenzaron formalmente las obras. Se utilizó el método tradicional de excavación con explosivos. En mayo de 1977 terminaron los trabajos de excavación y en abril de 1978 se completaron los trabajos estructurales (revestimientos, etc.).

## Datos relevantes de la obra
- Longitud del túnel: 16.918 m.
- Cota de los accesos al túnel:
  - Göschenen: 1.080 m s. n. m.
  - Airolo: 1.146 m s. n. m.
- Ancho de la carretera: 7,8 m.
- Aceras: 2 x 0,7 m.

## Accidentes
Desde la apertura del túnel en 1980 y hasta fines de 2005 se produjeron 885 accidentes con un total de 30 personas fallecidas.
El accidente más grave tuvo lugar el 24 de octubre de 2001 con el choque frontal de dos camiones que terminó en un incendio de grandes proporciones. Fallecieron 11 personas y el túnel estuvo cerrado durante dos meses hasta finalizar los trabajos de reparación.
Después de la reapertura del túnel, los vehículos, por motivos de seguridad, podían circular sólo de forma alterna (dos horas en cada sentido), y esto fue así hasta la introducción en 2002 de un sistema denominado de “cuentagotas” que obliga a mantener una distancia de 150 m entre cada vehículo.